# Cronat
Cronat ist eine französische Gemeinde mit 510 Einwohnern (Stand 1. Januar 2022) im Département Saône-et-Loire in der Region Bourgogne-Franche-Comté (vor 2016 Bourgogne). Die Gemeinde gehört zum Arrondissement Charolles und zum Kanton Digoin (bis 2015 Bourbon-Lancy).

## Geografie
Cronat liegt an der Loire, an der nördlichen Gemeindegrenze verläuft ihr Zufluss Cressonne. Umgeben wird Cronat von den Nachbargemeinden Montambert im Norden, La Nocle-Maulaix im Norden und Nordosten, Saint-Seine im Osten, Maltat im Südosten, Vitry-sur-Loire im Süden, Saint-Martin-des-Lais im Südwesten, Gannay-sur-Loire im Westen sowie Saint-Hilaire-Fontaine im Nordwesten.

## Bevölkerungsentwicklung
| Jahr                      | 1962 | 1968 | 1975 | 1982 | 1990 | 1999 | 2006 | 2011 | 2016 |
| Einwohner                 | 942  | 874  | 758  | 705  | 653  | 556  | 571  | 566  | 547  |
| Quelle: Cassini und INSEE |      |      |      |      |      |      |      |      |      |

## Kultur und Sehenswürdigkeiten

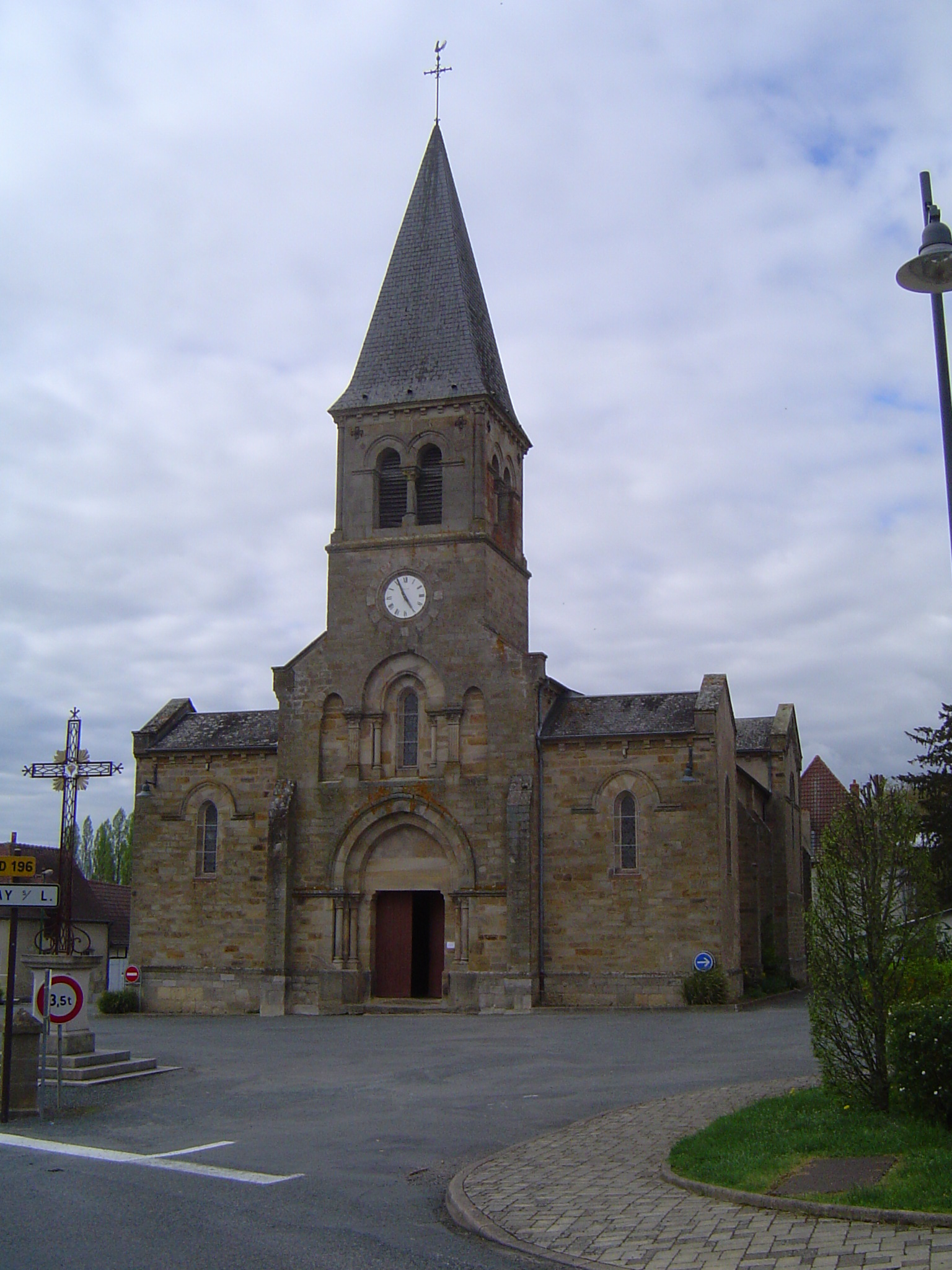
Kirche Saint-Symphorien

- Kirche Saint-Symphorien, erbaut von 1863 bis 1865
- Kapelle von Trizy
- Schloss La Baulme aus dem 19. Jahrhundert
- Schloss Brouillat aus dem 18. Jahrhundert
- Schloss Balorre